# Liga ACB/Namen und Zahlen
Wichtige Namen und Zahlen, welche die Basketballliga Liga ACB betreffen und die nur in Listenform dargestellt werden können, können neben dem Text mit der momentanen Software in der Wikipedia nur unzureichend dargestellt werden. Daher wird diese Seite genutzt, um im Hauptartikel auf diese wichtigen Daten hinführen zu können, ohne dass der Artikel selbst dadurch überladen wird und eine anschauliche Formatierung unmöglich wird.

## Rekorde und Bestmarken

### Mannschaften
| Platz | Verein                                         | Titel |
| ----- | ---------------------------------------------- | ----- |
| 1.    | Real Madrid                                    | 38    |
| 2.    | FC Barcelona                                   | 20    |
| 3.    | Joventut de Badalona                           | 04    |
| 3.    | Saski Baskonia                                 | 04    |
| 5.    | Bàsquet Manresa CB Málaga Valencia Basket Club | 01    |

| Platz | Verein | Saisons |
| ----- | --- | ------- |
| 1.    | Real Madrid Joventut de Badalona CB Estudiantes                                                                                 | 59      |
| 4.    | FC Barcelona | 57      |
| 5.    | Bàsquet Manresa Saski Baskonia                                                                                                  | 42      |
| 7.    | CB Valladolid | 35      |
| 8.    | CB Málaga | 32      |
| 9.    | CDB Sevilla Valencia Basket Club                                                                                                | 26      |
| 11.   | CB Gran Canaria | 24      |
| 12.   | CB Breogán | 22      |
| 13.   | CB Girona | 19      |
| 14.   | Baloncesto Fuenlabrada CB Murcia                                                                                                | 17      |
| 16.   | CB Granollers | 16      |
| 17.   | CB Saragossa | 15      |
| 18.   | Club Águilas Bilbao | 14      |
| 19.   | OAR Ferrol CB Granada CB Peñas Huesca Picadero Jockey Club                                                                      | 12      |
| 23.   | Espanyol Barcelona Real Club Náutico Tenerife Baloncesto León Cáceres CB CB Bilbao Berri CB 1939 Canarias                       | 11      |
| 29.   | CB Lucentum Alicante Círcol Catòlic de Badalona Club Ourense Baloncesto                                                         | 10      |
| 32.   | SD Kas | 09      |
| 33.   | Real Canoe NC CB L'Hospitalet UDR Pineda San Sebastián Gipuzkoa BC                                                              | 08      |
| 37.   | Aismalíbar Montcada | 07      |
| 38.   | CB Collado Villalba CD Oximesa CB San Josep Irpen Obradoiro CAB Basket Saragossa 2002                                           | 06      |
| 43.   | BC Andorra Cantabria Baloncesto CB Caja Bilbao Menorca Bàsquet CB Orillo Verde Sabadell                                         | 05      |
| 48.   | CB Askatuak Gijón Baloncesto CD Iberia CE Lleida Bàsquet CB Maristas Málaga UE Montgat CB Tempus Club Vallehermoso OJE          | 04      |
| 56.   | Club Agromán CD Caja Madrid CB Hesperia CE Laietà CA San Sebastián CB Santa Coloma                                              | 03      |
| 62.   | CB Salamanca CN Helios Tenerife Amigos del Baloncesto CE La Salle Josepets Tenerife CB CB Llíria CB Mollet FC Sevilla Club YMCA | 02      |
| 71.   | Club Bosco La Coruña CB Ciudad de Huelva CB Manresa Real Saragossa                                                              | 01      |

### Spieler

#### Bestleistungen in einem Spiel
Stand: nach Saison 2018/19
| Kategorie                     | Spieler           | Anzahl | Saison  |
| ----------------------------- | ----------------- | ------ | ------- |
| Efficiency Rating             | Arvydas Sabonis   | 66     | 1994/95 |
| Punkte                        | Walter Szczerbiak | 65     | 1975/76 |
| Rebounds                      | Clarence Kea      | 29     | 1991/92 |
| Assists                       | Sergio Rodríguez  | 19     | 2015/16 |
| Steals                        | Andrés Jiménez    | 14     | 1984/85 |
| Blocks                        | Fran Vázquez      | 12     | 2006/07 |
| Verwandelte Freiwürfe         | Jeff Lamp         | 29     | 1991/92 |
| Verwandelte Zwei-Punkte-Würfe | Essie Hollis      | 25     | 1983/84 |
| Verwandelte Drei-Punkte-Würfe | Jacob Pullen      | 12     | 2013/14 |

#### Ewige Bestenlisten
Stand: nach Saison 2024/25. Spieler in Fettdruck sind noch in der Liga ACB aktiv.
| Platz | Spieler             | Einsätze |
| ----- | ------------------- | -------- |
| 1.    | Felipe Reyes        | 824      |
| 2.    | Rafael Jofresa      | 756      |
| 3.    | Nacho Rodríguez     | 737      |
| 4.    | Nacho Azofra        | 705      |
| 5.    | Marcelo Huertas     | 697      |
| 6.    | Juan Carlos Navarro | 689      |
| 7.    | Álex Mumbrú         | 677      |
| 8.    | Albert Oliver       | 675      |
| 9.    | Sergio Llull        | 660      |
| 10.   | Fran Vázquez        | 656      |

| Platz | Spieler                | Minuten |
| ----- | ---------------------- | ------- |
| 1.    | Joan Creus             | 20211   |
| 2.    | Alberto Herreros       | 19218   |
| 3.    | Rafael Jofresa         | 18062   |
| 4.    | Pablo Laso             | 17378   |
| 5.    | Álex Mumbrú            | 16930   |
| 6.    | Nacho Rodríguez        | 16605   |
| 7.    | Felipe Reyes           | 16518   |
| 8.    | Carlos Jiménez Sánchez | 16208   |
| 9.    | Juan Carlos Navarro    | 16031   |
| 10.   | José Ángel Arcega      | 15529   |

| Platz | Spieler             | Punkte |
| ----- | ------------------- | ------ |
| 1.    | Alberto Herreros    | 9759   |
| 2.    | Jordi Villacampa    | 8991   |
| 3.    | Brian Jackson       | 8651   |
| 4.    | Felipe Reyes        | 8332   |
| 5.    | Juan Carlos Navarro | 8318   |
| 6.    | Granger Hall        | 8039   |
| 7.    | Joan Creus          | 7929   |
| 8.    | Joe Arlauckas       | 7543   |
| 9.    | Álex Mumbrú         | 7435   |
| 10.   | Velimir Perasović   | 7387   |

| Platz | Spieler                | Rebounds |
| ----- | ---------------------- | -------- |
| 1.    | Felipe Reyes           | 4725     |
| 2.    | Granger Hall           | 4292     |
| 3.    | Ante Tomić             | 3665     |
| 4.    | Carlos Jiménez Sánchez | 3526     |
| 5.    | Claude Riley           | 3033     |
| 6.    | Juan Antonio Orenga    | 2933     |
| 7.    | Arvydas Sabonis        | 2904     |
| 8.    | Bernard Hopkins        | 2806     |
| 9.    | Fran Vázquez           | 2788     |
| 10.   | Mike Smith             | 2755     |

| Platz | Spieler            | Assists |
| ----- | ------------------ | ------- |
| 2.    | Marcelo Huertas    | 3220    |
| 2.    | Pablo Laso         | 2896    |
| 3.    | Nacho Azofra       | 2224    |
| 4.    | Albert Oliver      | 2070    |
| 5.    | Nacho Rodríguez    | 2032    |
| 6.    | Sergio Llull       | 1997    |
| 7.    | Elmer Bennett      | 1838    |
| 8.    | José Luis Llorente | 1768    |
| 9.    | Andre Turner       | 1748    |
| 10.   | Sergio Rodríguez   | 1728    |

| Platz | Spieler                | Steals |
| ----- | ---------------------- | ------ |
| 1.    | Pablo Laso             | 1219   |
| 2.    | Nacho Rodríguez        | 1145   |
| 3.    | Joan Creus             | 1087   |
| 4.    | Rafael Jofresa         | 0968   |
| 5.    | Carlos Jiménez Sánchez | 0941   |
| 6.    | Salva Díez             | 0937   |
| 7.    | Carlos Montes          | 0900   |
| 8.    | Andre Turner           | 0840   |
| 9.    | Alberto Herreros       | 0822   |
| 10.   | Jordi Villacampa       | 0785   |

| Platz | Spieler          | Blocks |
| ----- | ---------------- | ------ |
| 1.    | Fran Vázquez     | 738    |
| 2.    | Walter Tavares   | 683    |
| 3.    | Fernando Romay   | 671    |
| 4.    | George Singleton | 588    |
| 5.    | Arvydas Sabonis  | 528    |
| 6.    | Sitapha Savané   | 499    |
| 7.    | Harper Williams  | 459    |
| 8.    | Derrick Alston   | 456    |
| 9.    | Anicet Lavodrama | 394    |
| 10.   | Joe Arlauckas    | 375    |

| Platz | Spieler             | 3-P-Treffer |
| ----- | ------------------- | ----------- |
| 1.    | Alberto Herreros    | 1233        |
| 2.    | Juan Carlos Navarro | 1179        |
| 3.    | Sergio Llull        | 1036        |
| 4.    | Rudy Fernández      | 0941        |
| 5.    | Álex Mumbrú         | 0901        |
| 6.    | Rafa Martínez       | 0885        |
| 7.    | Velimir Perasović   | 0882        |
| 8.    | Jaycee Carroll      | 0858        |
| 9.    | Raúl Pérez          | 0770        |
| 10.   | Louis Bullock       | 0734        |

## Auszeichnungen
| Saison    |                       |                      |                    |                              |                                     | Bester Scorer               |                 |
| --------- | --------------------- | -------------------- | ------------------ | ---------------------------- | ----------------------------------- | --------------------------- | --------------- |
| 1956/57   |                       |                      |                    |                              |                                     | Alfonso Martínez (18,0)     |                 |
| 1957/58   |                       |                      |                    |                              |                                     | Alfonso Martínez (17,2)     |                 |
| 1958/59   |                       |                      |                    |                              |                                     | Emiliano Rodríguez (17,2)   |                 |
| 1959/60   |                       |                      |                    |                              |                                     | Juan Ramón Báez (19,9)      |                 |
| 1960/61   |                       |                      |                    |                              |                                     | Francesc Llobet (20,4)      |                 |
| 1961/62   |                       |                      |                    |                              |                                     | Wayne Hightower (19,7)      |                 |
| 1962/63   |                       |                      |                    |                              |                                     | Emiliano Rodríguez (19,9)   |                 |
| 1963/64   |                       |                      |                    |                              |                                     | Emiliano Rodríguez (22,7)   |                 |
| 1964/65   |                       |                      |                    |                              |                                     | Lorenzo Alocén (24,2)       |                 |
| 1965/66   |                       |                      |                    |                              |                                     | Miles Aiken (23,9)          |                 |
| 1966/67   |                       |                      |                    |                              |                                     | Alfonso Martínez (22,1)     |                 |
| 1967/68   |                       |                      |                    |                              |                                     | Clifford Luyk (24,3)        |                 |
| 1968/69   |                       |                      |                    |                              |                                     | Charles Thomas (25,6)       |                 |
| 1969/70   |                       |                      |                    |                              |                                     | Charles Thomas (24,1)       |                 |
| 1970/71   |                       |                      |                    |                              |                                     | Alfredo Pérez Gómez (27,1)  |                 |
| 1971/72   |                       |                      |                    |                              |                                     | Gonzalo Sagi-Vela (21,6)    |                 |
| 1972/73   |                       |                      |                    |                              |                                     | Alfredo Pérez Gómez (23,2)  |                 |
| 1973/74   |                       |                      |                    |                              |                                     | John Coughran (31,7)        |                 |
| 1974/75   |                       |                      |                    |                              |                                     | Ray Price (32,2)            |                 |
| 1975/76   |                       |                      |                    |                              |                                     | Walter Szczerbiak (30,9)    |                 |
| Saison    | MVP der Saison        | MVP des Finales      |                    |                              |                                     | Bester Scorer               |                 |
| 1976/77   |                       |                      |                    |                              |                                     | Bob Guyette (32,0)          |                 |
| 1977/78   |                       |                      |                    |                              |                                     | Essie Hollis (41,0)         |                 |
| 1978/79   |                       |                      |                    |                              |                                     | Nate Davis (34,5)           |                 |
| 1979/80   |                       |                      |                    |                              |                                     | Nate Davis (29,7)           |                 |
| 1980/81   |                       |                      |                    |                              |                                     | Lars Hansen (27,4)          |                 |
| 1981/82   |                       |                      |                    |                              |                                     | Larry McNeill (34,4)        |                 |
| 1982/83   |                       |                      |                    |                              |                                     | Claude Gregory (30,6)       |                 |
| 1983/84   |                       |                      |                    |                              |                                     | Nate Davis (28,2)           |                 |
| 1984/85   |                       |                      |                    |                              |                                     | David Russell (31,7)        |                 |
| 1985/86   |                       |                      |                    |                              |                                     | David Russell (27,0)        |                 |
| 1986/87   |                       |                      |                    |                              |                                     | Eddie Phillips (32,6)       |                 |
| 1987/88   |                       |                      |                    |                              |                                     | Kenny Simpson (29,5)        |                 |
| 1988/89   |                       |                      |                    |                              |                                     | Dražen Petrović (27,6)      |                 |
| 1989/90   |                       |                      |                    |                              |                                     | Ray Smith (27,6)            |                 |
| 1990/91   |                       | Corny Thompson       |                    |                              |                                     | Walter Berry (32,9)         |                 |
| 1991/92   | Darryl Middleton      | Mike Smith           |                    |                              |                                     | Jeff Lamp (29,0)            |                 |
| 1992/93   | Darryl Middleton      | Arvydas Sabonis      |                    |                              |                                     | Velimir Perasović (24,5)    |                 |
| 1993/94   | Arvydas Sabonis       | Arvydas Sabonis      |                    |                              |                                     | Oscar Schmidt (33,2)        |                 |
| 1994/95   | Arvydas Sabonis       | Mike Ansley          |                    |                              |                                     | Darrell Armstrong (24,6)    |                 |
| 1995/96   | Michael Anderson      | Xavi Fernández       |                    |                              |                                     | John Morton (26,3)          |                 |
| Saison    | MVP der Saison        | MVP des Finales      |                    | Entdeckung der Saison        |                                     | Bester Scorer               | Bester Trainer  |
| 1996/97   | Kenny Green           | Roberto Dueñas       |                    |                              |                                     | John Morton (23,6)          |                 |
| 1997/98   | Dejan Bodiroga        | Joan Creus           |                    |                              |                                     | Tony White (21,2)           |                 |
| 1998/99   | Tanoka Beard          | Derrick Alston       |                    |                              |                                     | Velimir Perasović (22,5)    |                 |
| 1999/2000 | Darryl Middleton      | Alberto Angulo       |                    |                              |                                     | Velimir Perasović (22,4)    |                 |
| 2000/01   | Lou Roe               | Pau Gasol            |                    |                              |                                     | Velimir Perasović (22,9)    |                 |
| 2001/02   | Tanoka Beard          | Elmer Bennett        |                    |                              |                                     | Velimir Perasović (22,4)    |                 |
| 2002/03   | Wálter Herrmann       | Šarūnas Jasikevičius |                    |                              |                                     | Wálter Herrmann (22,3)      |                 |
| 2003/04   | Andrés Nocioni        | Dejan Bodiroga       |                    |                              |                                     | Lou Roe (20,9)              |                 |
| 2004/05   | Luis Scola            | Louis Bullock        |                    | Sergio Rodríguez             |                                     | Charlie Bell (27,0)         |                 |
| 2005/06   | Juan Carlos Navarro   | Jorge Garbajosa      |                    | Carlos Suárez                |                                     | Lou Roe (19,7)              |                 |
| 2006/07   | Luis Scola            | Felipe Reyes         |                    | Ricky Rubio                  |                                     | Juan Carlos Navarro (17,3)  |                 |
| 2007/08   | Marc Gasol            | Pete Mickeal         |                    | Mirza Teletović              |                                     | Rudy Fernández (21,2)       | Joan Plaza      |
| 2008/09   | Felipe Reyes          | Juan Carlos Navarro  |                    | Brad Oleson                  |                                     | Igor Rakočević (19,8)       | Duško Ivanović  |
| 2009/10   | Tiago Splitter        | Tiago Splitter       |                    | Richard Hendrix              |                                     | Jaycee Carroll (19,1)       | Xavier Pascual  |
| 2010/11   | Fernando San Emeterio | Juan Carlos Navarro  |                    | Gustavo Ayón                 |                                     | Jaycee Carroll (19,6)       | Xavier Pascual  |
| 2011/12   | Andy Panko            | Erazem Lorbek        |                    | Micah Downs                  |                                     | Andy Panko (18,9)           | Xavier Pascual  |
| 2012/13   | Nikola Mirotić        | Felipe Reyes         |                    | Salah Mejri                  |                                     | Carl English (17,2)         | Pablo Laso      |
| Saison    | MVP der Saison        | MVP des Finales      | Bester Verteidiger | Bester junger Spieler (U-22) | Bester Lateinamerikanischer Spieler | Bester Scorer               | Bester Trainer  |
| 2013/14   | Justin Doellman       | Juan Carlos Navarro  |                    | Guillem Vives                |                                     | Andy Panko (17,9)           | Pablo Laso      |
| 2014/15   | Felipe Reyes          | Sergio Llull         |                    | Daniel Díez                  |                                     | Andy Panko (18,9)           | Pablo Laso      |
| 2015/16   | Ioannis Bourousis     | Sergio Llull         |                    | Juan Hernangómez             |                                     | Darius Adams (17,2)         | Xavier Pascual  |
| 2016/17   | Sergio Llull          | Bojan Dubljević      |                    | Luka Dončić                  |                                     | Edwin Jackson (21,8)        | Txus Vidorreta  |
| 2017/18   | Luka Dončić           | Rudy Fernández       |                    | Luka Dončić                  |                                     | Gary Neal (20,6)            | Pablo Laso      |
| 2018/19   | Nicolás Laprovittola  | Facundo Campazzo     |                    | Carlos Alocén                | Nicolás Laprovittola                | Nicolás Laprovittola (17,2) | Svetislav Pešić |
| 2019/20   | Nikola Mirotić        | Luca Vildoza         |                    | Carlos Alocén                | Marcelo Huertas                     | Klemen Prepelič (22,3)      |                 |
| 2020/21   | Giorgi Schermadini    | Nikola Mirotić       | Walter Tavares     | Usman Garuba                 | Marcelo Huertas                     | Giorgi Schermadini (17,0)   | Pablo Laso      |
| 2021/22   | Džanan Musa           | Walter Tavares       | Walter Tavares     | Joel Parra                   | Marcelo Huertas                     | Džanan Musa (20,1)          |                 |
| 2022/23   | Giorgi Schermadini    | Nikola Mirotić       | Walter Tavares     | Jean Montero                 | Nicolás Brussino                    | Kassius Robertson (17,4)    |                 |
| 2023/24   | Facundo Campazzo      | Džanan Musa          | Walter Tavares     | Jean Montero                 |                                     | Markus Howard (19,4)        |                 |
| 2024/25   | Marcelo Huertas       | Facundo Campazzo     | Walter Tavares     | Jean Montero                 |                                     | Jerrick Harding (20,0)      |                 |

### All-Tournament Team
| Saison  | 1                | 2                    | 3                     | 4                  | 5                  |
| ------- | ---------------- | -------------------- | --------------------- | ------------------ | ------------------ |
| 2003/04 | Elmer Bennett    | Dejan Bodiroga       | Andrés Nocioni        | Lou Roe            | Luis Scola         |
| 2004/05 | José Calderón    | Charlie Bell         | Carlos Jiménez        | Jorge Garbajosa    | Luis Scola         |
| 2005/06 | Pablo Prigioni   | Juan Carlos Navarro  | Carlos Jiménez        | Jorge Garbajosa    | Luis Scola         |
| 2006/07 | Pablo Prigioni   | Juan Carlos Navarro  | Rudy Fernández        | Felipe Reyes       | Luis Scola         |
| 2007/08 | Ricky Rubio      | Marcelo Huertas      | Rudy Fernández        | Felipe Reyes       | Marc Gasol         |
| 2008/09 | Pablo Prigioni   | Igor Rakočević       | Juan Carlos Navarro   | Fran Vázquez       | Felipe Reyes       |
| 2009/10 | Ricky Rubio      | Juan Carlos Navarro  | Carlos Suárez         | Erazem Lorbek      | Tiago Splitter     |
| 2010/11 | Marcelo Huertas  | Jaycee Carroll       | Fernando San Emeterio | Nik Caner-Medley   | Ante Tomić         |
| 2011/12 | Sergio Llull     | Sergi Vidal          | Andy Panko            | Mirza Teletović    | Erazem Lorbek      |
| 2012/13 | Sergio Rodríguez | Rudy Fernández       | Andrés Nocioni        | Nikola Mirotić     | Ante Tomić         |
| 2013/14 | Sergio Rodríguez | Rudy Fernández       | Romain Sato           | Nikola Mirotić     | Justin Doellman    |
| 2014/15 | Jayson Granger   | Sergio Llull         | Pau Ribas             | Felipe Reyes       | Marko Todorović    |
| 2015/16 | Darius Adams     | Sergio Rodríguez     | Álex Mumbrú           | Justin Hamilton    | Ioannis Bourousis  |
| 2016/17 | Sergio Llull     | Edwin Jackson        | Ádám Hanga            | Bojan Dubljević    | Giorgi Schermadini |
| 2017/18 | Luka Dončić      | Gary Neal            | Sylven Landesberg     | Tornike Schengelia | Henk Norel         |
| 2018/19 | Facundo Campazzo | Nicolás Laprovittola | Stan Okoye            | Bojan Dubljević    | Walter Tavares     |
| 2019/20 | Facundo Campazzo | Klemen Prepelič      | Axel Bouteille        | Nikola Mirotić     | Giorgi Schermadini |
| 2020/21 | Marcelo Huertas  | Pierriá Henry        | Xabi López-Arostegui  | Giorgi Schermadini | Walter Tavares     |
| 2021/22 | Marcelo Huertas  | Nicolás Laprovittola | Džanan Musa           | Chima Moneke       | Giorgi Schermadini |
| 2022/23 | Darius Thompson  | Markus Howard        | Džanan Musa           | Giorgi Schermadini | Walter Tavares     |
| 2023/24 | Facundo Campazzo | Andrés Feliz         | Markus Howard         | Dylan Osetkowski   | Giorgi Schermadini |
| 2024/25 | Marcelo Huertas  | Jean Montero         | Mario Hezonja         | Derrick Alston Jr. | Ante Tomić         |

### All-Tournament Second Team
| Saison  | 1                | 2                    | 3                | 4                  | 5                  |
| ------- | ---------------- | -------------------- | ---------------- | ------------------ | ------------------ |
| 2015/16 | Tomáš Satoranský | Marko Popović        | Ádám Hanga       | Gustavo Ayón       | Dejan Musli        |
| 2016/17 | Shane Larkin     | Facundo Campazzo     | Nemanja Nedović  | Anthony Randolph   | Ante Tomić         |
| 2017/18 | Facundo Campazzo | Thomas Heurtel       | Mateusz Ponitka  | Bojan Dubljević    | Ante Tomić         |
| 2018/19 | Thomas Heurtel   | Javier Beirán        | Jaime Fernández  | Tornike Schengelia | Vincent Poirier    |
| 2019/20 | Marcelo Huertas  | Alberto Abalde       | Ádám Hanga       | Tornike Schengelia | Walter Tavares     |
| 2020/21 | Melo Trimble     | Cory Higgins         | Rokas Giedraitis | Nikola Mirotić     | Jasiel Rivero      |
| 2021/22 | Shannon Evans    | Isaiah Taylor        | Joe Thomasson    | Nikola Mirotić     | Walter Tavares     |
| 2022/23 | Marcelo Huertas  | Nicolás Laprovittola | Joel Parra       | Nikola Mirotić     | Ante Tomić         |
| 2023/24 | Marcelo Huertas  | Jean Montero         | Brancou Badio    | Nicolás Brussino   | Chima Moneke       |
| 2024/25 | Kendrick Perry   | Jerrick Harding      | Kameron Taylor   | Jabari Parker      | Giorgi Schermadini |

### All-Tournament Young Team (U-22)
| Saison  | 1                  | 2                | 3                  | 4                    | 5                    |
| ------- | ------------------ | ---------------- | ------------------ | -------------------- | -------------------- |
| 2013/14 | Guillem Vives      | Álex Abrines     | Marcus Eriksson    | Kristaps Porziņģis   | Walter Tavares       |
| 2014/15 | Guillem Vives      | Álex Abrines     | Daniel Díez        | Kristaps Porziņģis   | Willy Hernangómez    |
| 2015/16 | Luka Dončić        | Ludvig Håkanson  | Santiago Yusta     | Juancho Hernangómez  | Willy Hernangómez    |
| 2016/17 | Luka Dončić        | Alberto Abalde   | Rolands Šmits      | Aleksandar Vezenkov  | Anžejs Pasečņiks     |
| 2017/18 | Luka Dončić        | Simon Birgander  | Jonathan Barreiro  | Sergi García         | Xabi López-Arostegui |
| 2018/19 | Carlos Alocén      | Vlatko Čančar    | Jordan Sakho       | Xabi López-Arostegui | Santiago Yusta       |
| 2019/20 | Carlos Alocén      | Usman Garuba     | Nenad Dimitrijević | Arnoldas Kulboka     | Vít Krejčí           |
| 2020/21 | Carlos Alocén      | Dino Radončić    | Leandro Bolmaro    | Usman Garuba         | Yannick Nzosa        |
| 2021/22 | Žiga Samar         | Rokas Jokubaitis | Joel Parra         | Jaime Pradilla       | Khalifa Diop         |
| 2022/23 | Justus Hollatz     | Jean Montero     | Michael Caicedo    | Khalifa Diop         | Aday Mara            |
| 2023/24 | Jean Montero       | Lucas Langarita  | Yannick Kraag      | Musa Sagnia          | Juan Fernández       |
| 2024/25 | Mario Saint-Supery | Jean Montero     | Sergio de Larrea   | Hugo González        | Thijs De Ridder      |

### ACB Showtime Wettbewerbe
| Saison    | Ort                    | Dunking Bewerb    | Drei-Punkte-Bewerb  |
| --------- | ---------------------- | ----------------- | ------------------- |
| 1985/86   | Don Benito             | David Russell     |                     |
| 1986/87   | Vigo                   | David Russell     |                     |
| 1987/88   | nicht ausgetragen      | nicht ausgetragen | nicht ausgetragen   |
| 1988/89   | Saragossa              | Mike Smith        | Brian Jackson       |
| 1989/90   | Logroño                | Rickie Winslow    | Mark Davis          |
| 1990/91   | Saragossa              | Shelton Jones     | Mark Davis          |
| 1991/92   | Madrid                 | Kenny Walker      | Óscar Cervantes     |
| 1992/93 1 | Madrid                 | Chandler Thompson | Danko Cvjetićanin   |
| 1993/94 1 | Rom                    |                   | Oscar Schmidt       |
| 1994/95 1 | Valencia               | Chandler Thompson | Aleksandar Đorđević |
| 1995/96   | Girona                 | Chandler Thompson | Keith Jennings      |
| 1996/97   | Cáceres                | Stanley Jackson   | Juan Alberto Espil  |
| 1997/98   | Granada                | Chandler Thompson | Alberto Herreros    |
| 1998/99   | Murcia                 | Gaylon Nickerson  | Alberto Herreros    |
| 1999/2000 | Manresa                | Nate Higgs        | Alberto Angulo      |
| 2000/01   | Málaga                 | Francisco Elson   | Francisco Vázquez   |
| 2001/02   | Valladolid             | Aaron Cuéllar 2   | Jacobo Odriozola    |
| 2002/03   | Alicante               | Jerod Ward        | Raúl Pérez          |
| 2003/04   | nicht ausgetragen      | nicht ausgetragen | nicht ausgetragen   |
| 2004/05   | Málaga                 | Mickaël Gelabale  | Louis Bullock       |
| 2005/06   | Granada                | Mickaël Gelabale  | Nebojša Bogavac     |
| 2006/07   | Málaga                 | Florent Piétrus   | Louis Bullock       |
| 2007/08   | Bilbao                 | Víctor Claver     | Igor Rakočević      |
| 2008/09   | Saragossa              | Serge Ibaka       | Louis Bullock       |
| 2009/10   | Las Palmas             | Christian Eyenga  | Pedro Robles        |
| 2010/11   | Vitoria-Gasteiz        | Tomáš Satoranský  | Serhij Hladyr       |
| 2011/12   | nicht ausgetragen      | nicht ausgetragen | nicht ausgetragen   |
| 2012/13   | Madrid                 | James Gist        | Serhij Hladyr       |
| 2013/14   | Vitoria-Gasteiz        |                   | Josh Ruggles        |
| 2014/15   | Vitoria-Gasteiz        |                   | Josh Ruggles        |
| 2015/16   | Málaga                 |                   | Jaycee Carroll      |
| 2016/17   | Vitoria-Gasteiz        |                   | Jaycee Carroll      |
| 2017/18   | Las Palmas             |                   | Marcus Eriksson     |
| 2018/19   | Santiago de Compostela |                   | Matt Thomas         |
| 2019/20   | Madrid                 |                   | Brock Motum         |